# استحمام نشیمن

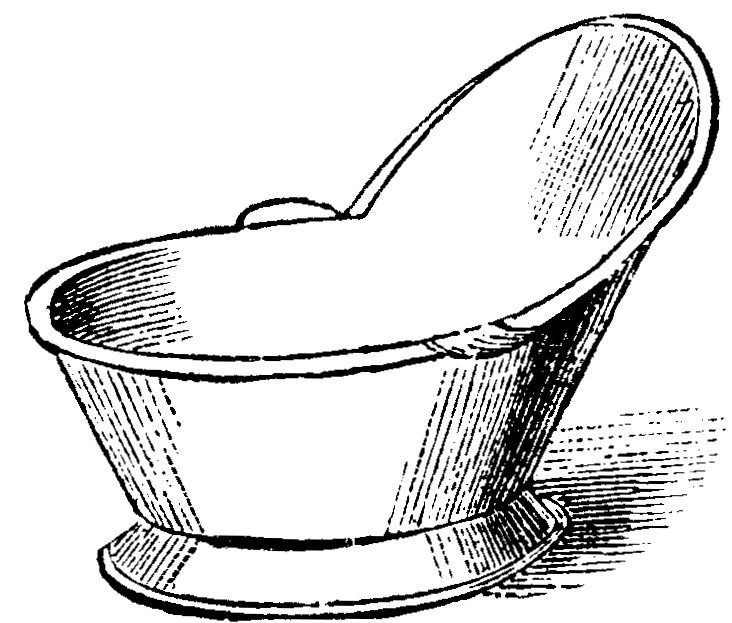
استحمام نشیمن

استحمامی که در آن فقط کفل‌ها را در محل شستشو فرومی‌کنند استحمام نشیمن  (به انگلیسی: Sitz bath) نامیده می‌شود.

## معرفی
حمام نشیمن وسیله‌ای است که به منظور آب درمانی ناحیه میاندوراه (پرینه) استفاده می‌گردد. درون این وسیله آب ریخته می‌شود و ناحیه میاندوراه شخص با نشستن بر روی آن، درون آب قرار می‌گیرد. از این وسیله به منظور تسکین درد، تسریع درمان و رفع خشکی پوست در ناحیه میاندوراه در دوران پس از زایمان و اپیزوتومی و اعمال جراحی نظیر هموروئیدکتومی (جراحی هموروئید) و در دورانی که فرد به بیماری‌هایی از قبیل فیشر مقعدی، پروستاتیت، هموروئید، آبسه مقعدی، پرولاپس رکتوم، زخم‌های تناسلی و عفونت مهبل دچار است استفاده می‌گردد.

## شیوه کاربرد
به طور کلی استفاده از این وسیله بسیار ساده می‌باشد و کافی است شخص درون این وسیله را با آب پر نموده و سپس بر روی آن بنشیند. حمام‌های نشیمن در مدل‌های مختلفی ساخته می‌شوند اما مدل‌های متداول و پرکاربرد این تجهیز، قابلیت قرارگیری بر روی انواع توالت‌های فرنگی را دارا می‌باشند. درون سیتزبث را می‌توان با آب گرم، سرد یا حتی ولرم پر نمود. همچنین برخی افراد از مواد افزودنی از قبیل نمک، سرکه، جوش شیرین درون آب استفاده می‌نمایند.
به طور کلی از آب گرم بیشتر به منظور تسکین درد استفاده می‌گردد و فرد برای ۱۵ تا ۲۰ دقیقه درون آب با دمای ۴۳ درجه سانتی‌گراد می‌نشیند تا آب خنک شود.
از آب سرد به همراه سیتزبث برای یبوست، التهاب، واژینال دیس سارژ، چکمیزک و ... استفاده می‌شود.
البته لازم است ذکر شود شیوه استفاده، متناسب با هدف استفاده و تأثیرات آن متفاوت می‌باشد و این تفاوت در دمای آب، مدت زمان و تعدد استفاده می‌باشد. برخی افراد ترجیح می‌دهند به طور متناوب سه تا پنج بار از آب گرم (به مدت ۳ تا ۴ دقیقه) و از آب سرد (به مدت ۳۰ تا ۶۰ ثانیه) استفاده نمایند.
عموماً استفاده از آب به منظور تسکین درد کافی می‌باشد اما برخی افراد ترجیح می‌دهند از افزودنی‌هایی از قبیل نمک ویا جوش‌شیرین به آب بیفزایند. این افزودنی‌ها به کاهش عفونت کمک می‌نماید.

## نکات
در استفاده از این وسیله نیاز است تا چندین نکته رعایت شود:
- در خصوص تعداد دفعات استفاده از سیتزبث با پزشک معالج مشورت شود.
- در صورت استفاده از مواد افزودنی در آب، حتماً در این رابطه با پزشک معالج خود مشورت نمایید.
خطرات
به طور کلی حمام نشیمن در دسته تجهیزات بسیار کم خطر قرار دارد. در صورتی که از آب گرم استفاده نماید؛ با توجه به اینکه آب گرم موجب انبساط رگ‌های می‌گردد، این امکان وجود دارد که فرد احساس سرگیجگی نماید.

## میزن تاثیرگذاری
استفاده از حمام نشیمن یکی از راهکارهای مکمل درمان است، این روش در مراحل اولیه بیماری های مربوط به ناحیه مقعدی می تواند به درمان آن کمک نماید و در مراحل پیشرفته تر و یا زمانی که جراحی انجام شده است می تواند در تسریع فرآیند درمان و بهبود زخم موثر باشد. حمام نشیمن یا سیتز می تواند گردش خون در ناحیه مقعد را افزایش دهد و از این طریق در درمان بیماری های ناحیه مقعد از جمله بواسیر(هموروئید)، شقاق، فیستول و کیست مویی موثر است. استفاده از این حمام می‌تواند خارش، تورم، سوزش و درد حاصل از این بیماری را نیز بهبود بخشد. از طرفی می تواند از طریق شل نمودن عضلات در درمان یبوست که یکی از علت های اصلی بیماری های مقعدی مانند هموروئید و شقاق است موثر باشد. 